# Take Me Out to the Ball Game
Take Me Out to the Ball Game (no Brasil, A Bela Ditadora) é um filme musical estadunidense de 1949 dirigido por Busby Berkeley e estrelado por Frank Sinatra, Esther Williams, e Gene Kelly.

## Sinopse
Dennis Ryan (Frank Sinatra) e Ed O'Brien (Gene Kelly) são dois jogadores profissionais de beisebol nada convencionais, pois, diferentes dos outros jogadores, aproveitam as horas vagas para cantar e dançar. Certo dia Ed e Dennis descobrem que o "The Wolves", time de beisebol do qual eles fazem parte, foi herdado pela bela Srta. Higgins (Esther Williams). Higgins decide então treinar a equipe, uma vez que conhece o esporte tão bem quanto seus próprios jogadores.
Com um estilo autoritário e rigoroso, ela não consegue olhares de aprovação dos dançarinos, mas, ao vê-la cantando sozinha na piscina, os dois mudariam rapidamente de ideia e daria início uma competitiva disputa por seu coração.

## Elenco
- Frank Sinatra ... Dennis Ryan
- Esther Williams ... K.C. Higgins
- Gene Kelly ... Eddie O'Brien
- Betty Garrett ... Shirley Delwyn
- Jules Munshin ... Nat Goldberg
- Edward Arnold ... Joe Lorgan
- Richard Lane ... Michael Gilhuly
- Tom Dugan ... Slappy Burke

## Produção
O filme foi anunciado em maio de 1948 baseado em uma história de Gene Kelly e Stanley Donen, com roteiro de Harry Turgend. O papel de K.C. Higgins foi originalmente concebido para ser interpretado por Ginger Rogers. No entanto, ela desistiu um mês antes das gravações e foi substituída por Esther Williams. Além de Rogers, a atriz Judy Garland também foi considerada para estrelar o filme, mas foi substituída por causa de problemas de abuso de substâncias. Da mesma forma, o papel de Dennis Ryan, de Sinatra, teria sido originalmente destinado ao gerente de beisebol profissional (e ex-jogador) Leo Durocher.

## Canções
- "Take Me Out to the Ball Game"  (música e letra de Jack Norworth e Albert von Tilzer) - Gene Kelly e Frank Sinatra, reprise de Esther Williams
- "Yes, Indeedy" (música de Roger Edens, letra de Betty Comden e Adolph Green) - Gene Kelly e Frank Sinatra
- "O'Brien to Ryan to Goldberg" (música de Roger Edens, letra de Betty Comden e Adolph Green) - Gene Kelly, Frank Sinatra e Jules Munshin
- "The Right Girl for Me" (música de Roger Edens, letra de Betty Comden e Adolph Green) - Frank Sinatra
- "It's Fate Baby, It's Fate" (música de Roger Edens, letra de Betty Comden e Adolph Green) - Frank Sinatra e Betty Garrett
- "Strictly U.S.A." (música e letra de Roger Edens) - Betty Garrett, Frank Sinatra, Esther Williams e Gene Kelly
- "The Hat My Dear Old Father Wore upon St. Patrick's Day" (música e letra de Jean Schwartz e William Jerome) - Gene Kelly

### Canções detetadas
- A música "Boys and Girls Like You and Me", originalmente escrita por Rodgers e Hammerstein para o filme Meet Me em St. Louis, foi filmada com Frank Sinatra cantando para Betty Garrett, mas foi cortada do filme lançado; o outtake de vídeo sobrevive hoje e está incluído como um "extra" no DVD.
- "Baby Doll", cantada por Gene Kelly para Esther Williams e incluindo um número de dança, foi deletada do filme. O vídeo também está incluído no DVD.

## Recepção
Take Me Out to the Ball Game foi um sucesso de bilheteria, ganhando US$ 2.987.000 nos EUA e Canadá e US$ 978.000 no exterior, resultando em um lucro de US$ 675.000.
Ele recebeu avaliações modestamente positivas, apesar de alguns críticos acharem que o elenco era melhor que o material, e o filme não tinha um "estilo e ritmo consistentes".

## Prêmios
Harry Tugend e George Wells foram indicados para o Writers Guild of America Award de 1950 na categoria de "Melhor Roteiro Musical". Eles perderam para Betty Comden e Adolph Green, para On the Town, outra comédia musical da MGM, também produzida por Arthur Freed, e também estrelada por Gene Kelly, Frank Sinatra, Betty Garrett e Jules Munshin, que foi lançada quatro meses depois de Take Me Out to the Ball Game.
O filme é reconhecido pelo American Film Institute nestas listas:
- 2006: Os maiores musicais do cinema da AFI - indicado[6]